# George Matthew Dutcher
George Matthew Dutcher (1874-1959) fue un historiador estadounidense.
Profesor de Historia en Wesleyan University (Connecticut), fue autor de obras como The Political Awakening of the East: studies of political progress in Egypt, India, China, Japan, and the Philippines (The Abingdon Press, 1925), sobre los avances políticos de diversos países de Asia y África como Egipto, Japón, China, India y Filipinas, respecto a estos dos últimos abogaba como solución por un mayor autogobierno en lugar de por la independendencia del Imperio británico y de los Estados Unidos, respectivamente, así como editor de India and Modern Persia (John D. Morris & Company, 1906), del historiador escocés William Wilson Hunter.